# 김습돈
김습돈(金習敦)은 신 안동 김씨의 중시조이다. 신라 진골 김선평 태사의 후손으로 고려 시대에 급제한 후에 고려의 공수부정을 지냈다. 김습돈을 일세조로 삼고 본관은 안동으로 하여 세계를 이어오고 있다. 자손 김극효가 안동에 뿌리를 내렸으며 이후 세도가가 된 이후에는 한성에 뿌리를 내렸다.